# 短身大眼蟹
短身大眼蟹（学名：Macrophthalmus abbreviatus）为沙蟹總科大眼蟹科大眼蟹屬的动物。分布於日本東京灣一帶、朝鮮半島仁川附近水域、中國的山東半島、遼東半島、廣東省等各地。

## 外部連結
維基物種上的相關：短身大眼蟹